# Menonvillea pinnatifida
Menonvillea pinnatifida är en korsblommig växtart som beskrevs av François Marius Barnéoud. Menonvillea pinnatifida ingår i släktet Menonvillea och familjen korsblommiga växter. Inga underarter finns listade i Catalogue of Life.